# Air Balloon
"Air Balloon" é uma canção da cantora britânica Lily Allen, gravada para o seu terceiro álbum de estúdio Sheezus. Foi composta pela própria com o auxílio de Shellback, cujo último também esteve a cargo da produção. A canção teve sua estréia na BBC Radio 1 em 13 de Janeiro de 2014 e seu lançamento ocorreu a 31 do mesmo mês.

## Faixas e formatos
A versão single de "Air Balloon" contém apenas uma faixa com duração de três minutos e quarenta e oito segundos.
| Descarga digital |               |         |  |
| N.º              | Título        | Duração |  |
| 1.               | "Air Balloon" | 3:48    |  |

## Desempenho nas tabelas musicais

### Posições
| Tabela musical (2013)             | Melhor posição |
| --------------------------------- | -------------- |
| Austrália (ARIA)                  | 15             |
| Irlanda (IRMA)                    | 8              |
| Nova Zelândia (Recorded Music NZ) | 30             |
| Escócia (Scottish Singles Chart)  | 9              |
| Reino Unido (UK Singles Chart)    | 7              |

## Histórico de lançamento
| País           | Data                    | Formato                | Editora discográfica |
| -------------- | ----------------------- | ---------------------- | -------------------- |
| Noruega        | 31 de Janeiro de 2014   | Descarga digital       | Parlophone           |
| Estados Unidos | 2 de Fevereiro de 2014  | Descarga digital       | Parlophone           |
| França         | 2 de Fevereiro de 2014  | Descarga digital       | Parlophone           |
| Itália         | 2 de Fevereiro de 2014  | Descarga digital       | Parlophone           |
| Nova Zelândia  | 2 de Fevereiro de 2014  | Descarga digital       | Parlophone           |
| Reino Unido    | 3 de Fevereiro de 2014  | Contemporary hit radio | Parlophone           |
| Austrália      | 14 de Fevereiro de 2014 | Descarga digital       | Parlophone           |
| Irlanda        | 28 de Fevereiro de 2014 | Descarga digital       | Parlophone           |
| Reino Unido    | 2 de Março de 2014      | Descarga digital       | Parlophone           |